# Aleksej Gorinov
Aleksej Aleksandrovitj Gorinov (ryska: Алексей Александрович Горинов) född 26 juni 1961 i Moskva, är en rysk advokat, politiker och aktivist som var den förste att dömas till fängelse för att ha kritiserat Rysslands invasion av Ukraina.

## Biografi
Gorinov föddes i Moskva. Han arbetade som kommunpolitiker i Krasnoselskijdistriktet och är sedan tidigare utbildad advokat. 

### Fängelsedom 2022
År 2022 dömdes Gorinov till sju års fängelse för att ha uttalat sig kritiskt kring Rysslands invasion av Ukraina. Hans brott bestod i att han vid ett fullmäktigemöte, som även spelades in, inte ville delta i en omröstning huruvida distriktet skulle anordna en teckningstävling för barn vid firandet av segerdagen den 9 maj.
Under mötet sade Gorinov följande:
"Hur kan det vara tal om teckningstävlingar för barn när barn dör varje dag i Ukraina? All kraft borde läggas på att få ut de ryska trupperna från ukrainskt territorium."
Gorinov dömdes för att ha spridit ”falska uppgifter” om ryska armén. Gorinov är därmed den förste som dömts till fängelse enligt artikel 207.3 som infördes år 2022, vilket gör det straffbart att förödmjuka armén.

### Reaktioner
Bruce Millar, Amnesty Internationals biträdande direktör för Östeuropa och Centralasien, anser att domen är "en olaglig repressalie för att ha uttryckt sina åsikter", och att Gorinov inte begick "något internationellt erkänt brott genom att kalla kriget som Vladimir Putin startade mot Ukraina för vad det är, ett olagligt krig”.

### Fängelsedom 2024
År 2024 dömdes Gorinov till ytterligare tre år i fängelse för att ha "rättfärdigat terrorism" i privata samtal med medfångar i fängelsesjukhuset. Gorinov förnekade anklagelserna, och anklagade de medfångar som vittnade mot honom för att ha provocerat honom att diskutera Rysslands invasion i Ukraina, och samtidigt spelat in samtalen med dold mikrofon.